# Bernhard Wicki
Bernhard Wicki (ur. 28 października 1919 w St. Pölten; zm. 5 stycznia 2000 w Monachium) – austriacki aktor i reżyser filmowy, pracujący najczęściej w kinematografii niemieckiej. 
Zagrał główną rolę w dramacie wojennym Ostatni most (1954) Helmuta Käutnera. Autor jednego z najgłośniejszych filmów w powojennym kinie niemieckim - antywojennego obrazu Most (1959). Laureat Srebrnego Niedżwiedzia dla najlepszego reżysera na 11. MFF w Berlinie Zachodnim za film Cud Malachiasza (1961).
Członek jury konkursu głównego na 43. MFF w Wenecji w 1986.